# Changtang Shuiku
Changtang Shuiku (kinesiska: 长塘水库) är en reservoar i Kina. Den ligger i provinsen Guangdong, i den södra delen av landet, omkring 110 kilometer söder om provinshuvudstaden Guangzhou. I omgivningarna runt Changtang Shuiku växer i huvudsak städsegrön lövskog.
Genomsnittlig årsnederbörd är 2 267 millimeter. Den regnigaste månaden är maj, med i genomsnitt 413 mm nederbörd, och den torraste är januari, med 22 mm nederbörd.